# Zlín Z-50
Zlín Z-50 je československý, resp. český speciální akrobatický letoun. Jedná se o celokovový dolnoplošník s pevným podvozkem, první sériově vyráběný speciální akrobatický letoun na světě.

## Vývoj
O vývoji nového akrobatického letounu bylo rozhodnuto v n. p. Moravan v Otrokovicích na podzim roku 1973 s cílem prosadit jej sportovně na 8. mistrovství světa v letecké akrobacii v roce 1976 v Kyjevě.
Projekt byl připraven pod vedením Ing. Jana Mikuly a bylo k němu přistupováno velmi odborně. Již samotnému projektu předcházela anketa mezi leteckými akrobaty i odborníky v různých oblastech a díky ní byly nastaveny základní požadavky kladené na nový stroj. Při návrhu poté byla poprvé v Československu u této kategorie letadel vypracována matematická optimalizace. Jedním z požadavků bylo použití dostatečně výkonného motoru, který ovšem v tehdejším „východním bloku“ nebyl k dispozici. Byl tedy zvolen americký motor Avco Lycoming AIO-540 D4B5 o výkonu 191 kW (260 k). Kvůli úspoře hmotnosti (a také únavové životnosti) bylo použito průběžné křídlo.
Projekční práce, konstrukce a výroba prvního prototypu trvaly rekordně krátkou dobu a již 28. června 1975 proběhlo první vážení a první kontrola vypočtených předpokladů. Dne 30. června 1975 byla poté uskutečněna první motorová zkouška prototypu a 18. července 1975 první vzlet (OK-070, výrobní číslo 0001, pilot Vlastimil Berg).
Sériová výroba začala v roce 1976 po úspěšné premiéře na MS v Kyjevě, kde Ivan Tuček skončil na třetím místě.

## Světové sportovní úspěchy
- 1976 - 3. místo na 8. MS v letecké akrobacii, Kyjev (SSSR) - pilot Ivan Tuček
- 1978 - 1. místo na 9. MS v letecké akrobacii, Hosín (ČSSR) - pilot Ivan Tuček
- 1978 - 3. místo na 9. MS v letecké akrobacii, Hosín (ČSSR) - pilot Jiří Pospíšil
- 1978 - 1. místo na 9. MS v letecké akrobacii, Hosín (ČSSR) - družstvo
- 1982 - 3. místo na 11. MS v letecké akrobacii, Spitzerberg (Rakousko) - pilot Manfred Strössenreuther (Německo)
- 1984 - 1. místo na 12. MS v letecké akrobacii, Békéscsaba (Maďarsko) - pilot Petr Jirmus
- 1984 - 2. místo na 12. MS v letecké akrobacii, Békéscsaba (Maďarsko) - pilot Manfred Strössenreuther
- 1986 - 1. místo na 13. MS v letecké akrobacii, South Cerney (Spojené království) - pilot Petr Jirmus
- 1995 - 1. místo v kategorii Advanced (s omezeným výkonem) na MS v letecké akrobacii, Kapské Město (Jihoafrická republika) - pilot Martin Stáhalík
- 1997 - 3. místo v kategorii Advanced na MS v letecké akrobacii v soutěži družstev, Lawrence (USA) - piloti Josef Čech, Karel Machačka, Daniel Tuček
- 1999 - 1. místo v kategorii Advanced na MS v letecké akrobacii, Mnichovo Hradiště (Česko) - pilot Petr Biskup
- 1999 - 1. místo v kategorii Advanced na MS v letecké akrobacii v soutěži družstev, Mnichovo Hradiště (Česko) - piloti Petr Biskup, Josef Čech, Karel Štrébl
- 2019 - 3. místo v kategorii Intermediate na MS v letecké akrobacii, Břeclav (Česko) - pilot Michal Tvrzník
- 2019 - 2. místo v kategorii Intermediate na MS v letecké akrobacii v soutěži družstev, Břeclav (Česko)

Další vítězství získal Zlín Z-50 i na mistrovstvích Evropy a Československa a dodnes je používán některými sólovými akrobatickými piloty i skupinami (například čeští Flying Bulls nebo polští Żelaźni).

## Varianty

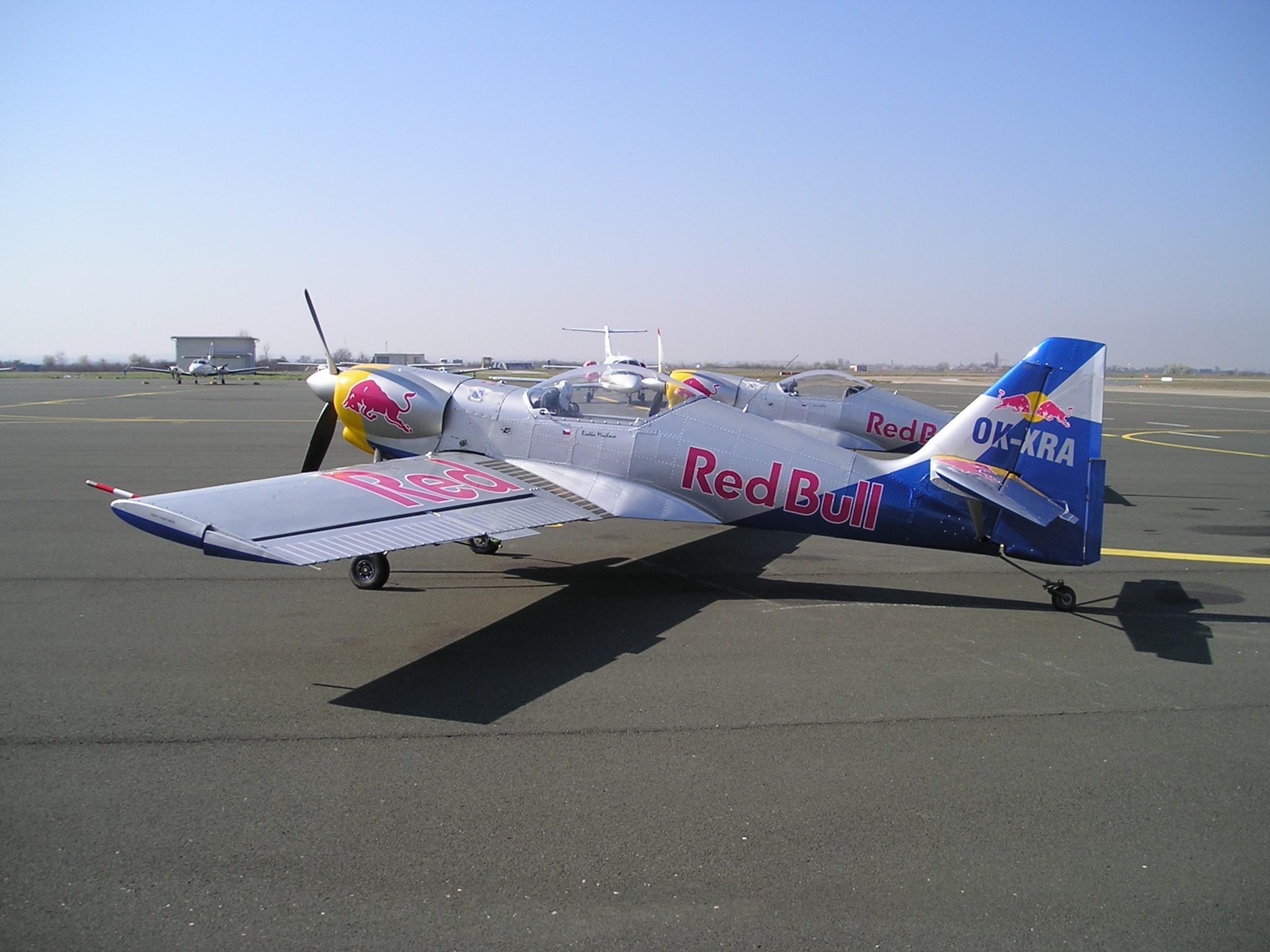
Česká akrobatická skupina Flying Bulls

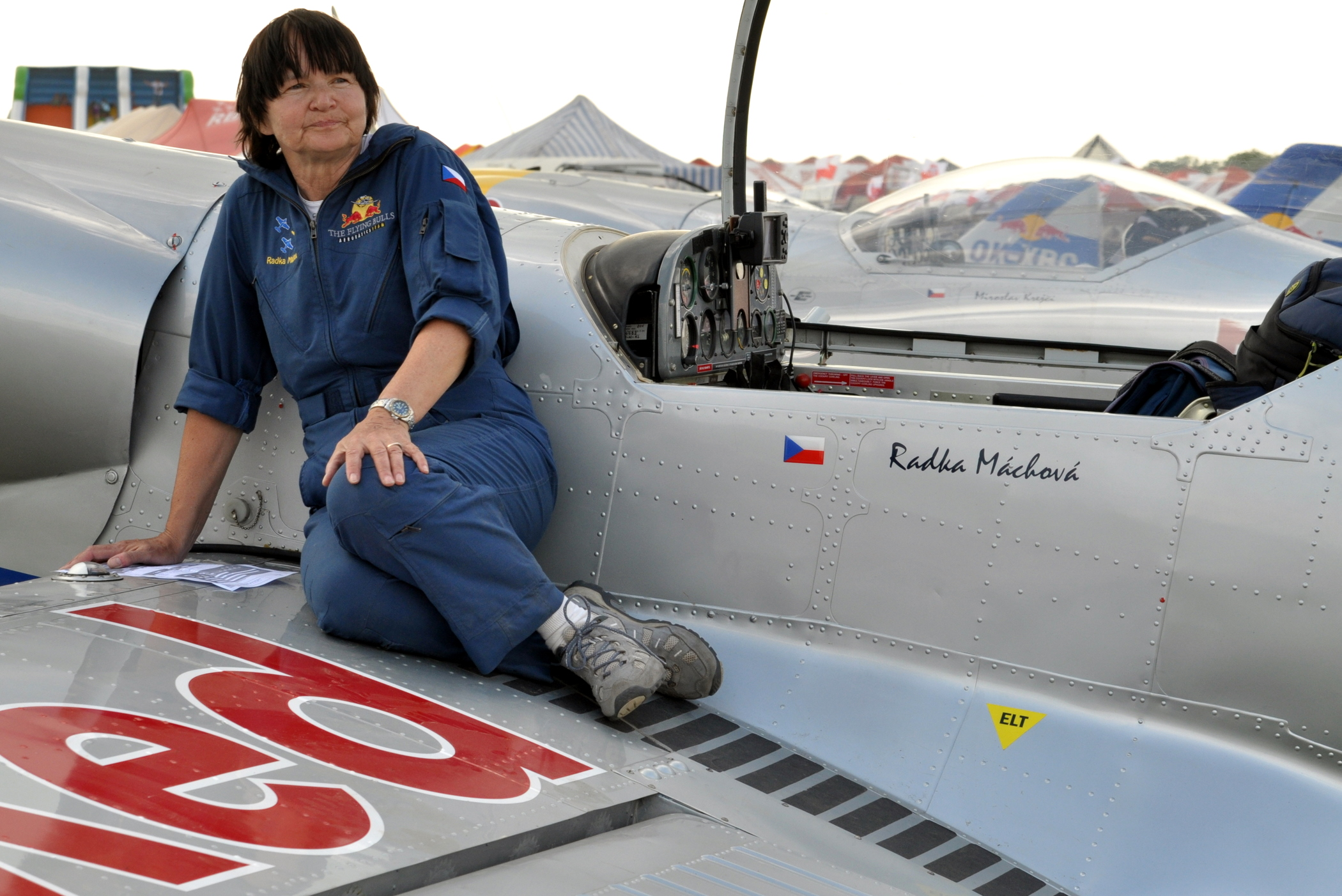
Flying Bulls - Radka Máchová

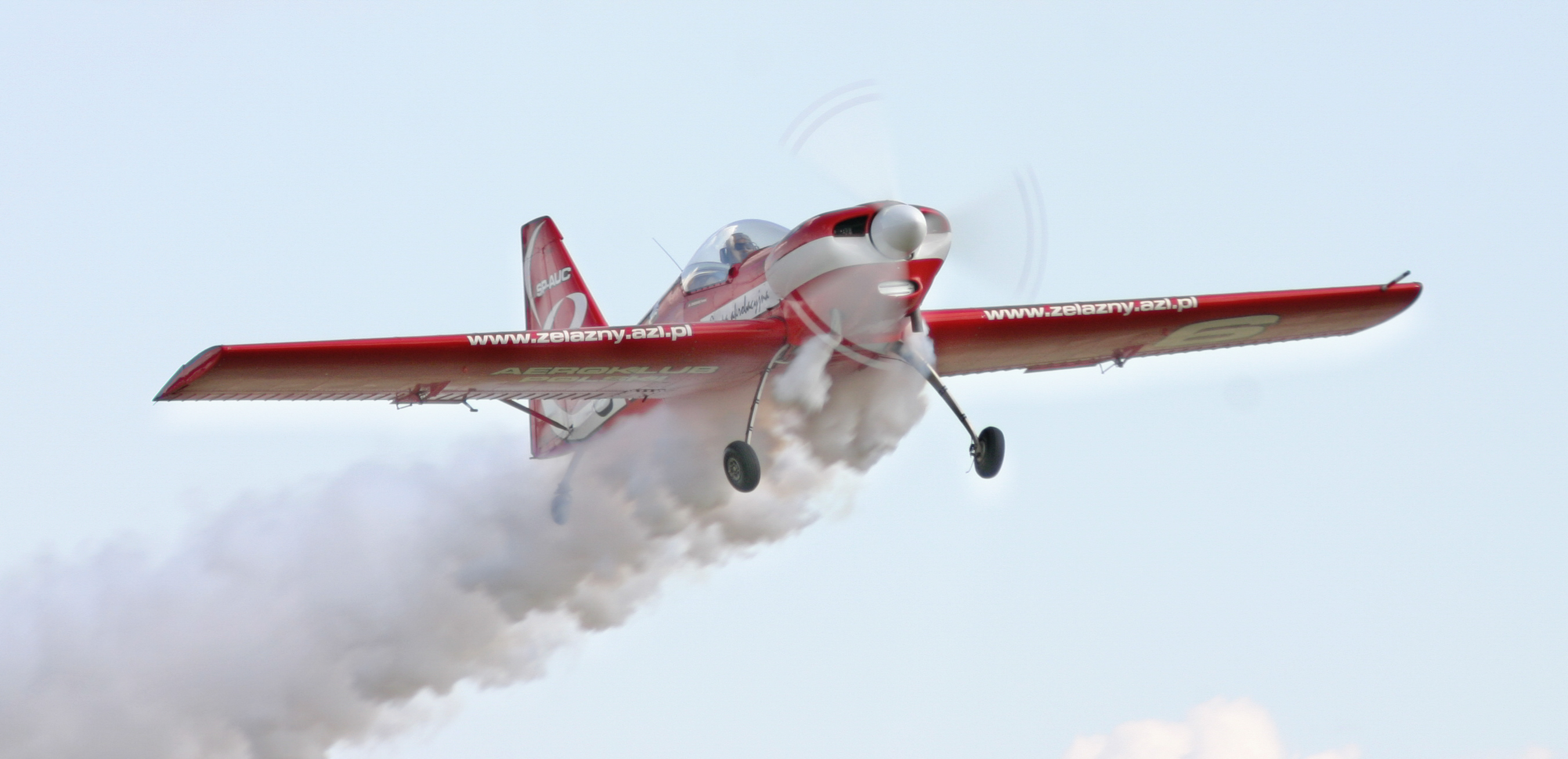
Polská akrobatická skupina Żelaźni

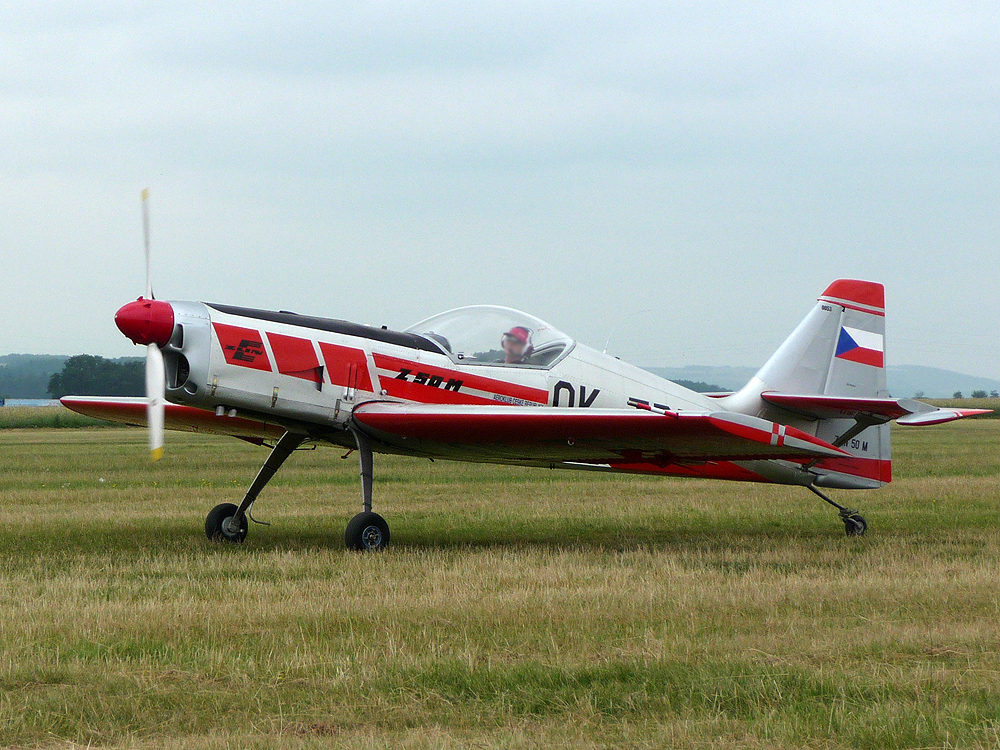
Zlín Z-50M OK-TRM Aeroklubu ČR

### Z-50L
- První sériová verze z roku 1977 s motorem Lycoming AEIO-540-D4B5 a třílistou vrtulí Hoffmann HO-V123K-F/200AH. Zlín Z-50L byl certifikován v ČSSR Státní leteckou inspekcí pod číslem 77-01 dne 12. 10. 1977. Postaveno 25 ks, přičemž ve výrobním závodě bylo 19 ks následně přestavěno na verzi LA a další 3 na verzi LS.

### Z-50LA
- Verze vyráběná od roku 1980 s upravenou olejovou instalací regulace otáček vrtule (aby nedocházelo k přetáčení motoru). Z-50LA byl certifikován dodatkem č. 1 k č. 77-01 dne 25. 11. 1980. Postaveno 5 kusů.

### Z-50LS
- Verze vyráběná od roku 1982 (prototyp zalétán 29(19?). 6. 1981) s výkonnějším motorem Lycoming AEIO-540-L1B5D a vrtulí Hoffmann HO-V123K-V/200 AH. Z-50LS byl certifikován dodatkem č. 2 k č. 77-01 dne 10. 5. 1982. Postaveno 35 ks, kdy jeden byl před uvedením do provozu přestavěn na verzi M a poté zpět na verzi LS (vč.0054) a další dva byly přestavěny na verzi LX (vč. 0063 a 0067). Technickou zajímavostí je úprava 4 ks dodaných do Maďarska (vč.0033, 0038, 0050 a 0056), kdy byly ve výrobním závodě instalovány přídavné nádrže do kořene křídel (obdobně jak je tomu u verze LX), které mají objem 2× 30 litrů a oproti verzi LX nemají palivoměry. Minimálně z jednoho letadla (v.č.:0056) byly následně opět vyjmuty.

### Z-50M
- Verze vyráběná od roku 1989 (prototyp 0053, OK-080, zalétal 25. 4. 1988 tovární pilot Vladimír Peroutka) s motorem Avia M-137AZ (LOM M-137AZ) a dvoulistou vrtulí Avia V-503A, určená především jako náhrada dosluhujících akrobatických letadel Zlín Z-526AFS Akrobat Speciál. Z-50M byl certifikován dodatkem č. 3 k č. 77-01 dne 28. 2. 1989. Postaveno 6 kusů.

### Z-50LE
- Verze z roku 1990 (prototyp zalétán 16. 3. 1990) s upraveným okrajovým obloukem křídla a sníženou hmotností. Postaveny kusy přestavbou z uskladněných draků Z-50LS (vč.0051 a 0052). Výrobní číslo 0052 bylo následně modifikací křídla a doplněním agregátů znovu přestavěno na verzi LS.

### Z-50LX
- Verze z roku 1991 s motorem Lycoming AEIO-540-L1B5D, namontovaným vyvíječem kouře (smoke-system) a přidanými palivovými nádržemi v křídlech (2 × 42 litrů). Postaveno 9 kusů, z čehož 2 ks byly přestavěny zpět na Z-50LS (vč.0070 a 0075).

## Specifikace

### Technické údaje
- Posádka: 1 pilot
- Rozpětí: 8,58 m
- Plocha křídla: 12,5 m²
- Plošné zatížení: 58,4 kg/m²
- Délka: 6,62 m
- Výška: 1,985 m
- Prázdná hmotnost:
  - Z-50L: 570 kg
  - Z-50LS: 600 kg
- Max. vzletová hmotnost :
  - Z-50L: 720 kg
  - Z-50LS: 760 kg
  - Z-50M: 780 kg
- Pohonná jednotka:
  - Z-50L: 1x Lycoming AEIO-540-D4B5 - 260 k (191 kW)
  - Z-50LS: 1x Lycoming AEIO-540-L1B5D - 300 k (221 kW)
  - Z-50M: 1x Avia M-137AZ - 180 k (132 kW)
- Objem hlavní nádrže: 60 l

### Výkony
- Cestovní rychlost: 240 km/h
- Maximální rychlost:
  - Z-50L: 290 km/h
  - Z-50LS: 308 km/h
- Dolet:
  - Z-50L: 180 km (640 km s odnímatelnými nádržemi na vřetenech)
  - Z-50LS: 170 km
- Dostup:
  - Z-50L: 7000 m
  - Z-50LS: 8000 m
- Stoupavost: 15 m/s
- Násobky:
  - Z-50L: +9g až -6g
  - Z-50LS: +8g až -6g (A), +3,8g až -1,5g (N)

## Vyrobená letadla
| Výrobní číslo | Rok výroby | Původní verze | Aktuální verze | Poslední známá imatrikulace | Foto/zdroj                                   | Poznámka |
| ------------- | ---------- | ------------- | -------------- | --------------------------- | -------------------------------------------- | --- |
| 0001          | 1975       | L             | LA             | OK-070                      |                                              | Tovární imatrikulace OK-070. 1. prototyp a zároveň první prototyp verze LS. Letadlo létalo ve všech základních verzích (L,LA,LS). Zachráněn před sešrotováním panem Kozlem a je součástí jeho soukromé sbírky ve verzi odpovídající verzi LA. |
| 0002          | 1975       | L             | LA             | OK-PAJ                      |                                              | Dříve OK-072, OK-FSA, OK-IRK, D-EFHJ (Německo). Do roku 2019 jako I-HANS v Itálii. Prodán zpět do ČR a provozován na letišti Luhačovice s imatrikulací D-ETHZ. 31. 5. 2021 opět zapsán do českého leteckého rejstříku. |
| 0003          | 1975       | L             | L              | -                           |                                              | Třetí prototyp, určen k pozemním únavovým zkouškám ve VZLÚ. |
| 0004          | 1976       | L             | LA             | N6660B                      |                                              | dříve OK-GZA a OK-GRA, katastrofa 20. 12. 1995 |
| 0005          | 1976       | L             | LS             | PR-ZLY                      |                                              | Kalifornie, dříve OK-GZB a OK-GRB [nedostupný zdroj] , N6660C, 10/2013 exportován do Brazílie Archivováno 8. 3. 2018 na Wayback Machine. |
| 0006          | 1976       | L             | LA             | N777YZ                      |                                              | Texas, dříve OK-GRC |
| 0007          | 1976       | L             | L              | OK-GZD                      |                                              | Stroj zničen 8.10.1976 při natáčení propagačního filmu, zalétávací pilot Petr Šupák zahynul |
| 0008          |            | L             | LA             | SP-AUA                      |                                              | dříve SP-AUA, D-EZLI , Żelaźni |
| 0009          |            | L             | LA             | SP-AUB                      |                                              | ex-Żelaźni, dnes Muzeum Lotnictwa Polskiego, Krakow |
| 0010          | 1977       | L             | LA             | OK-HRE                      |                                              | dříve OK-HZE. Těžce poškozen při srážce 22.7.1988 v Mostě s v. č. 0017 (OK-IRG). Nepoškozený zbytek letounu použit jako základ pro letoun vystavený v Leteckém muzeu Kbely jako OK-IRG |
| 0011          | 1977       | L             | LA             | I-DRAW                      |                                              | dříve OK-HZD a OK-HRD. Letoun zničen 30.03.2019 |
| 0012          | 1977       | L             | LA             | N50ZL                       |                                              | Washington, dříve YR-ZAT (Rumunsko) |
| 0013          | 1977       | L             | LA             | ZS-WSZ                      |                                              | dříve YR-ZAU |
| 0014          |            | L             | LS             | ZS-VAR                      |                                              | dříve D-EINX, ZS-MDF (Jihoafrická republika), ZS-WCG, Letoun zničen při havárii 6.10.2017 |
| 0015          |            | L             | LA             | YR-ZAV                      |                                              | Vystaven před letištěm Strejnic (Plojesti). |
| 0016          | 1978       | L             | LA             | OK-IRF                      | Archivováno 13. 10. 2009 na Wayback Machine. | Vystaven v NTM Praha |
| 0017          |            | L             | LS             | OK-IRG                      |                                              | zničen při srážce 22.7.1988 v Mostě s v. č. 0010 (OK-HRE). Nepoškozené části (křidélka a kryty motoru) použity k doplnění v. č. 0010 vystaveného v Leteckém muzeu Kbely jako OK-IRG |
| 0018          | 1978       | L             | L              | OK-IRH                      | Archivováno 31. 7. 2020 na Wayback Machine.  | Havárie 28.5.1981, pilotka přežila s těžkými popáleninami, stroj byl (téměř) zničen a vymazán z rejstříku 1984. Ocasní plochy použity k doplnění v. č. 0010 vystaveného v Leteckém muzeu Kbely jako OK-IRG. |
| 0019          | 1978       | L             | LA             | OK-IRI                      |                                              | zničen na letišti Hosín při tréninkovém letu před Mistrovstvím Evropy 1985 |
| 0020          | 1978       | L             | LS             | OK-IRJ                      |                                              | Zničen - oběť hurikánu Danny v červenci 1997 po MS Advanced v Lawrence, Kansas, USA |
| 0021          | 1980       | LA            | LA             | EC-DLU                      |                                              | Zničen při havárii v oblasti Sanchidrián - pravděpodobně v roce 1983 |
| 0022          | 1980       | LA            | LA             | OM-EWA                      |                                              | dříve EC-DLV |
| 0023          | 1980       | LA            | LA             | EC-DLX                      |                                              | |
| 0024          | 1980       | LA            | LA             | EC-DLY                      |                                              | Zničen během leteckého dne 8.4.1984 na letišti Teneriffe sever. Zkušený pilot Agustín Gil de Montes zemřel, taktéž i několik (různé zdroje uvádí 3-8) diváků. |
| 0025          | 1981       | LA            | LA             | PT-ZLE                      |                                              | "Fantom" - 5. objednaný kus pro Španělsko - 5 kusů požadoval Moravan pro zahájení výroby série. Ve Španělsku byla přidělená registrace EC-DLZ, nicméně Vic Norman se strojem okamžitě odletěl do Velké Británie a letadlo získalo registraci G-ZSOL. Následně N50ZA (USA), 18.10.2013 exportován do Brazílie Archivováno 8. 3. 2018 na Wayback Machine. |
| 0026          | 1981       | LA            | LA             | D-EAWN                      |                                              | dříve HA-SIA [nedostupný zdroj] (Maďarsko). Letoun zničen při havárii v roce 1997 . |
| 0027          | 1981       | LA            | LA             | D-ENMM                      |                                              | dříve HA-SIB Archivováno 2. 4. 2021 na Wayback Machine. (Maďarsko), aktuálně hangárován v LKSN |
| 0028          | 1981       | LA            | LA             | LV-X332                     |                                              | dříve HA-SIC Archivováno 2. 4. 2021 na Wayback Machine. , D-EINX, ZS-WCG, PT-ZLI |
| 0029          | 1981       | LA            | LA             | ZS-MBL                      |                                              | dříve HA-SID |
| 0030          | 1982       | LA            | LA             | N666SH                      |                                              | dříve HA-SIE, ZS-MBW |
| 0031          | 1984       | LS            | LS             | ZU-ZLN                      |                                              | dříve D-EMUJ, EC-FXG, N69MP, 2006 export do JAR |
| 0032          |            | LS            | LS             | SP-AUC                      |                                              | Żelaźni |
| 0033          |            | LS            | LS             | HA-SIF                      |                                              | |
| 0034          | 1985       | LS            | LS             | YR-ZAX                      |                                              | Rumunský aeroklub. V roce 2013 generální oprava u ZLIN Aircraft v Otrokovicích. |
| 0035          |            | LS            | LS             | SP-AUD                      |                                              | Żelaźni |
| 0036          | 1985       | LS            | LS             | YR-ZAY                      |                                              | Rumunský aeroklub. V roce 2013 generální oprava u ZLIN Aircraft v Otrokovicích. |
| 0037          |            | LS            | LS             | YR-ZAZ                      |                                              | |
| 0038          | 1986       | LS            | LS             | N50MX                       |                                              | Pennsylvania, dříve HA-SIG Archivováno 2. 4. 2021 na Wayback Machine. |
| 0039          |            | LS            | LS             | YR-ZNA                      |                                              | Pravděpodobně uskladněn na letišti Craiova |
| 0040          | 1985       | LS            | LS             | D-EHWH                      | Archivováno 9. 4. 2020 na Wayback Machine.   | dříve OK-PRH |
| 0041          | 1985       | LS            | LS             | ZS-WWJ                      |                                              | dříve OK-PRK |
| 0042          | 1985       | LS            | LS             | ZS-WWK                      |                                              | dříve OK-PRL Archivováno 2. 4. 2021 na Wayback Machine. |
| 0043          | 1986       | LS            | LS             | YR-ZNB                      |                                              | Pravděpodobně uskladněn na letišti Craiova |
| 0044          | 1988       | LS            | LS             | EC-LGS                      |                                              | Ex LZ-551 |
| 0045          | 1988       | LS            | LS             | ZS-OKZ                      |                                              | Ex LZ-552 Archivováno 2. 4. 2021 na Wayback Machine. |
| 0046          | 1986       | LS            | LS             | N300ZL                      |                                              | dříve OK-RRC, N300ZL Arizona - registrace v US rejstříku k 16.3. 2019 zrušena Archivováno 8. 3. 2018 na Wayback Machine. |
| 0047          | 1986       | LS            | LS             | ?                           |                                              | Vymazán z rejstříku ÚCL, vlastní Zlín-Avion. Dříve OK-RRD (Aeroklub ČR) |
| 0048          | 1988       | LS            | LS             | N50VJ                       |                                              | Ex LZ-553 , nyní Delaware |
| 0049          | 1988       | LS            | LS             | PT-ZLS                      |                                              | dříve LZ-554, 13.6.2009 prodáván Archivováno 9. 4. 2020 na Wayback Machine. |
| 0050          | 1989       | LS            | LS             | HA-SIH                      |                                              | |
| 0051          | 1986       | LS            | LE             | N250LE                      |                                              | Tennessee. Vyrobena jako Z 50LS OK-SRH a drak bez motoru ihned uskladněn v Moravské Třebové.V roce 1989 přestavěna na Z 50 LE OK-078, OK-VZA, OM-VZA, NX250LE. Po dodání prošla úpravami (instalace vyvíječe kouře, přídavné nádrže v náběžných hranách křídel.                                                                                         |
| 0052          | 1986       | LS            | LS             | OK-FAI                      |                                              | Vyrobena jako Z 50LS OK-SRI a drak bez motoru ihned uskladněn v Moravské Třebové. Přestavěna v roce 1989 na Z 50 LE OK-072, OK-VZB. Následně znovu přestavěn na Z 50 LS. Aeroklub ČR |
| 0053          | 1988       | M             | M              | OK-TRM                      |                                              | Aeroklub ČR, dříve OK-080,OK-076,OK-TRM, OM-TRM |
| 0054          | 1988       | M             | LS             | OK-XRE                      |                                              | Majitelem je HST TechnoLogic s.r.o., základna je LKVR. Postavena jako verze M OK-TRN, následně I-SHOW již ve verzi LS, D-EREB [nedostupný zdroj] |
| 0055          | 1988       | LS            | LS             | SP-TRO                      |                                              | V roce 1989 registrována původně jako verze M, v roce 1991 již ve verzi LS jako OK-TRO |
| 0056          | 1991       | LS            | LS             | OK-WRK                      |                                              | Dříve HA-SIJ Maďarsko. 3.10.2018 zapsán do českého leteckého rejstříku jako OK-WRK |
| 0057          | 1988       | LS            | LS             | D-EWTA                      |                                              | dříve DDR-WTA, zničen při katastrofě 1992 |
| 0058          | 1988       | LS            | LS             | D-EWTB                      |                                              | dříve DDR-WTB, zničen při katastrofě 1998 |
| 0059          | 1988       | M             | M              | OK-TRP                      |                                              | Zakoupen do sbírek VHU a vystaven v Muzeu ve Kbelích |
| 0060          | 1988       | M             | M              | OK-TRQ                      |                                              | Aeroklub ČR - Letadlo zapůjčeno do Muzea Metoděje Vlacha v Mladé Boleslavi |
| 0061          | 1990       | LS            | LS             | ZU-AAU                      |                                              | dříve OK-VRG, havárie 21. 2. 2009 |
| 0062          | 1991       | LS            | LS             | ZU-APJ                      |                                              | dříve OK-VRH, ZS-AAU |
| 0063          | 1991       | LS            | LX             | N250LS                      |                                              | Washington, dříve OK-WRI (Devils of UNIMAX) |
| 0064          | 1991       | LS            | LS             | D-EWPB                      |                                              | dříve OK-WRJ (Devils of UNIMAX) |
| 0065          | 1991       | LS            | LS             | D-EZHN                      |                                              | dříve OK-WRK (Devils of UNIMAX) , nyní se nachází v ČR, hangárován na letišti Plzeň-Líně |
| 0066          | 1991       | LS            | LS             | N50XS                       |                                              | dříve OK-WRL (Devils of UNIMAX) , D-EWRK |
| 0067          | 1991       | LS            | LX             | Brazílie                    |                                              | dříve OK-WRM (Devils of UNIMAX - záložní stroj), N50LX, 2/2011 prodán do Brazílie Archivováno 8. 3. 2018 na Wayback Machine. |
| 0068          | 1991       | LX            | LX             | OK-VIC                      |                                              | První stroj verze LX postavený podle požadavků Victora Normana, dříve G-MATE |
| 0069          | 1995       | LX            | LX             | OK-SPR                      |                                              | dříve OM-ARD, OK-SHG, D-ESHG |
| 0070          | 1992       | LX            | LS             | ZK-ZSO                      |                                              | dříve OK-WRN, SE-KMY (Švédsko), OK-XRG |
| 0071          | 1992       | LX            | LX             | OK-XRA                      |                                              | Letoun poškozen 1.11.2014 v LKCR ; 10/2017 na prodej bez motoru a vrtule Celková GO v roce 2020, letoun mj. obdržel nové zbarvení a opět uveden do provozu. |
| 0072          | 1992       | LX            | LX             | OK-XRB                      |                                              | ex Flying Bulls Aerobatics Team |
| 0073          | 1992       | LX            | LX             | OK-XRC                      |                                              | Letoun poškozen při vystoupení během Aero India 2015 , opraven a prodán do soukromých rukou, hangárován je v LKMB (11/2016) |
| 0074          | 1992       | LX            | LX             | SP-AUE                      |                                              | ex OK-XRD, Flying Bulls. Letoun poškozen při vystoupení během Aero India 2015 . 04/2016 prodán do Polska na letiště Kobylnica. Nyní akrobatická skupina Żelaźni. |
| 0075          | 1996       | LX            | LS             | OK-ARX                      |                                              | N6660K Kalifornie, havárie 10.5.2008 26.10.2020 zapsána do rejstříku ÚCL - pravděpodobně tedy opravena, nebo se na opravě pracuje. |
| 0076          | 1995       | LX            | LX             | OK-ARH                      |                                              | ex OM-ARH, SEAGLE Air Trenčín. 11/2017 prodána do ČR. Od 13.12.2019 stroj zapsán v českém leteckém rejstříku. |
| 0077          | 1997       | LS            | LS             | PR-ZLN                      |                                              | dříve N666XC, 10/2013 exportován do Brazílie. V brazilském rejstříku je uvedeno výrobní číslo 0079, ale protože 0079 je stále (12/2021) zapsán ve slovinském rejstříku, jde pravděpodobně o administrativní chybu. |
| 0078          | 1992       | M             | M              | OK-XRK                      |                                              | 05/2016 zakoupen Aeroklubem ČR |
| 0079          | 1991       | M             | M              | OM-LRD                      |                                              | Dříve OK-WRP, ZS-NEJ, S5-DET |
| 0080          | 1991       | M             | M              | OK-WRQ                      | Archivováno 14. 8. 2016 na Wayback Machine.  | Dříve OK-WRQ, ZS-NEK, přestože je registrována v České republice provozuje jí společnost Aero Motor Military Clubu v Trenčíně (Slovenská Republika) (7/2016) Archivováno 14. 8. 2016 na Wayback Machine. |

» V tabulce jsou uvedeny informace zjištěné ze zdrojů na internetu (viz Externí odkazy a Google), prázdné kolonky znamenají "nezjištěno".